# KIA 타이거즈의 선수 목록 (2021년~현재)

## 포지션별 주전
- 각 포지션별로 해당 시즌 가장 많은 경기에 출장한 선수들 명단이다. (투수의 경우는 최다승 선수)

| 연도   | 투수   | 포수   | 1루수  | 2루수  | 3루수  | 유격수 | 좌익수     | 중견수     | 우익수 | 지명타자 |
| 2021년 | 이의리 | 김민식 | 황대인 | 김선빈 | 김태진 | 박찬호 | 터커       | 이창진     | 최원준 | 최형우   |
| 2022년 | 양현종 | 박동원 | 황대인 | 김선빈 | 류지혁 | 박찬호 | 이창진     | 소크라테스 | 나성범 | 최형우   |
| 2023년 | 양현종 | 김태군 | 최원준 | 김선빈 | 김도영 | 박찬호 | 이우성     | 소크라테스 | 나성범 | 최형우   |
| 2024년 | 네일   | 김태군 | 이우성 | 김선빈 | 김도영 | 박찬호 | 소크라테스 | 최원준     | 나성범 | 최형우   |

## 전체 명단

### 투수
| 2021년                 | 2022년                   | 2023년                     | 2024년                   |
| 애런 브룩스 (선발투수) | 로니 윌리엄스 (선발투수) | 숀 앤더슨 (선발투수)       | 윌 크로우 (선발투수)     |
| 보 다카하시 (선발투수) | 션 놀린 (선발투수)       | 아도니스 메디나 (선발투수) | 캠 알드레드 (선발투수)   |
| 차명진 (선발투수)      | 토마스 파노니 (선발투수) | 토마스 파노니 (선발투수)   | 제임스 네일 (선발투수)   |
| 최용쥰 (선발투수)      | 로니 윌리엄스 (선발투수) |                            | 에릭 라우어 (선발투수)   |
| 한승혁 (선발투수)      | 한승혁 (선발투수)        | 마리오 산체스 (선발투수)   | 에릭 스타우트 (선발투수) |
| 임기영 (선발투수)      | 임기영 (선발투수)        | 임기영 (선발투수)          | 임기영 (선발투수)        |
| 이의리 (선발투수)      | 이의리 (선발투수)        | 이의리 (선발투수)          | 이의리 (선발투수)        |
| 김유신 (선발투수)      | 김유신 (구원투수)        | 김유신 (구원투수)          | [ 1 ]                    |
| 이민우 (선발투수)      | 이민우 (선발투수)        | 김도현 (선발투수)          |                          |
| 장현식 (선발투수)      | 장현식 (구원투수)        | 윤영철 (선발투수)          | 윤영철 (선발투수)        |
| 이준영 (구원투수)      | 이준영 (구원투수)        | 이준영 (구원투수)          | 이준영 (구원투수)        |
|                        | 양현종 (선발투수)        | 양현종 (선발투수)          | 양현종 (선발투수)        |
| 김재열 (구원투수)      | 김재열 (구원투수)        | 김재열 (구원투수)          |                          |
| 장민기 (구원투수)      | [ 3 ]                    | [ 4 ]                      | [ 5 ]                    |
| 김현준 (구원투수)      | 김현준 (마무리투수)      | 김건국 (선발투수)          | 김건국 (선발투수)        |
| 변시원 (구원투수)      | 최지민 (구원투수)        | 최지민 (구원투수)          | 최지민 (구원투수)        |
| 남하준 (구원투수)      | 남하준 (마무리투수)      | 김승현 (구원투수)          | 김승현 (구원투수)        |
| 고영창 (구원투수)      | 고영창 (구원투수)        | 김대유 (구원투수)          | 김대유 (구원투수)        |
| 장지수 (마무리투수)    | 장지수 (구원투수)        | 황동하 (구원투수)          | 황동하 (선발투수)        |
| 이승재 (구원투수)      | 이승재 (구원투수)        | [ 6 ]                      | [ 7 ]                    |
| 박준표 (구원투수)      | 박준표 (구원투수)        | 박준표 (구원투수)          | 박준표 (구원투수)        |
| 서덕원 (구원투수)      | [ 8 ]                    | [ 9 ]                      | [ 10 ]                   |
| 정해영 (마무리투수)    | 정해영 (마무리투수)      | 정해영 (마무리투수)        | 정해영 (마무리투수)      |
| 박건우 (마무리투수)    | [ 11 ]                   | [ 12 ]                     | [ 13 ]                   |
| 김현수 (마무리투수)    | 김현수 (마무리투수)      | [ 14 ]                     | 김현수 (마무리투수)      |
| 전상현 (구원투수)      | 전상현 (구원투수)        | 전상현 (구원투수)          | 전상현 (구원투수)        |
| [ 15 ]                 | 김기훈 (구원투수)        | 김기훈 (구원투수)          | 김기훈 (구원투수)        |
| 윤중현 (구원투수)      | 윤중현 (구원투수)        | 윤중현 (구원투수)          | 윤중현 (구원투수)        |
| [ 16 ]                 | 유승철 (구원투수)        | 유승철 (마무리투수)        | 유승철 (구원투수)        |

### 포수
| 2021년 | 2022년 | 2023년 | 2024년 |
| 김민식 | 김민식 | 김태군 | 김태군 |
| 한승택 | 한승택 | 한승택 |        |
| 백용환 | 박동원 |        |        |
| 권혁경 | 권혁경 | [ 20 ] | [ 21 ] |
| [ 22 ] | [ 23 ] | 한준수 | 한준수 |
| [ 24 ] | 김선우 | 김선우 | [ 25 ] |
| [ 26 ] | 신범수 | 신범수 |        |

### 내야수
| 2021년                 | 2022년          | 2023년          | 2024년          |
| 황대인 (1루수)         | 황대인 (1루수)  | 황대인 (1루수)  | 황대인 (1루수)  |
| 김석환 (1루수)         | 김석환 (좌익수) | 김석환 (좌익수) | [ 28 ]          |
| 최원준 (우익수)        | [ 29 ]          | 최원준 (1루수)  | 최원준 (우익수) |
| 유민상 (1루수)         | 김도영 (3루수)  | 김도영 (3루수)  | 김도영 (3루수)  |
| 김선빈 (2루수)         | 김선빈 (2루수)  | 김선빈 (2루수)  | 김선빈 (2루수)  |
| 최정용 (2루수)         | 최정용 (2루수)  | 최정용 (2루수)  | 최정용 (2루수)  |
| 강경학 (2루수)         |                 |                 |                 |
| 김규성 (2루수)         | 김규성 (2루수)  | 김규성 (2루수)  | 김규성 (유격수) |
| 박찬호 (유격수)        | 박찬호 (유격수) | 박찬호 (유격수) | 박찬호 (유격수) |
| 류지혁 (3루수)         | 류지혁 (3루수)  | 류지혁 (3루수)  |                 |
| 박민 (3루수)           | 박민 (3루수)    | [ 33 ]          | 박민 (유격수)   |
| 나주환 (3루수)         | [ 34 ]          | 윤도현 (3루수)  | 윤도현 (2루수)  |
| 황윤호 (3루수)         |                 |                 |                 |
| 프레스턴 터커 (좌익수) |                 |                 |                 |
| 김태진 (3루수)         | 김태진 (지명)   |                 |                 |
| 오선우 (좌익수)        | [ 36 ]          | 오선우 (1루수)  | 오선우 (우익수) |
| 이창진 (중견수)        | 이창진 (좌익수) | 이창진 (좌익수) | 이창진 (좌익수) |
| 최정민 (중견수)        | 최정민          |                 |                 |
| 이정훈 (지명)          | 이정훈 (지명)   |                 |                 |
| 백용환                 |                 |                 |                 |
| [ 38 ]                 | 변우혁 (1루수)  | 변우혁 (1루수)  | 변우혁 (1루수)  |
| [ 39 ]                 | [ 40 ]          | 홍종표 (2루수)  | 홍종표 (2루수)  |

### 외야수
| 2021년          | 2022년                     | 2023년                     | 2024년                     |
| 이우성 (좌익수) | 이우성 (좌익수)            | 이우성 (우익수)            | 이우성 (1루수)             |
| 나지완 (좌익수) | 나지완 (좌익수)            | 이창진 (좌익수)            | 이창진 (좌익수)            |
| 김호령 (유격수) | 김호령 (유격수)            | 김호령 (중견수)            | 김호령 (중견수)            |
| 이창진 (중견수) | 이창진 (좌익수)            | 이창진 (좌익수)            | 이창진 (좌익수)            |
| 이진영 (중견수) | 이진영 (좌익수)            |                            |                            |
| 박정우 (중견수) | 박정우 (중견수)            | 박정우 (우익수)            | 박정우 (중견수)            |
| 최정민 (중견수) | 최정민                     |                            |                            |
| 최원준 (우익수) | [ 42 ]                     | 최원준 (1루수)             | 최원준 (우익수)            |
| 최형우 (지명)   | 최형우 (지명)              | 최형우 (지명)              | 최형우 (지명)              |
|                 | 고종욱 (지명)              | 고종욱 (지명)              | 고종욱 (지명)              |
| 이정훈 (지명)   | 이정훈 (지명)              |                            |                            |
| 김석환 (1루수)  | 김석환 (좌익수)            | 김석환 (좌익수)            | [ 45 ]                     |
|                 | 소크라테스 브리토 (중견수) | 소크라테스 브리토 (중견수) | 소크라테스 브리토 (좌익수) |
|                 | 나성범 (우익수)            | 나성범 (우익수)            | 나성범 (우익수)            |
|                 | 고종욱 (지명)              | 고종욱 (지명)              | 고종욱 (지명)              |
| 오선우 (좌익수) | [ 46 ]                     | 오선우 (1루수)             | 오선우 (우익수)            |

## 같이 보기
- KIA 타이거즈 연도별 선수 명단
  - 1982-1990
  - 1991-2000
  - 2001-2010